# March of the Pigs
 (août 2023).
Pistes de The Downward Spiral
Heresy Closer
March of the pigs est le single qui précéda la sortie de  The Downward Spiral, le troisième album studio du groupe de rock industriel américain Nine Inch Nails. Ce CD est divisé en deux mini-CD vendus séparément en version anglaise.

## Version américaine
1. March of the Pigs (clean version sur le CD de promo)
2. Reptilian
3. All the pigs, All lined up
4. A violet Fluid
5. Underneath the Skin

## Version anglaise

### Premier CD
1. March Of The Pigs (Clean Version)
2. All The Pigs, All Lined Up
3. A Violet Fluid
4. Big Man With A Gun

### Second CD
1. March Of The Pigs (LP Version)
2. Reptilian
3. Underneath The Skin